# Klutiana erugata
Klutiana erugata là một loài tò vò trong họ Ichneumonidae.